# Нижняя Золотиха
Нижняя Золотиха — река в России, протекает по Пермскому краю.

## Описание
Полностью протекает по территории Красновишерского района Пермского края. Течёт преимущественно в северо-западном и северо-восточном направлениях. Устье реки находится в 203 км от устья реки Вишеры по левому берегу, примерно в 14 км выше населённого пункта Акчим. Длина реки составляет 12 км. Бассейн реки располагается между бассейнами рек Большая Ябурская (на западе) и Средняя Золотиха (на востоке).

## Данные водного реестра
По данным государственного водного реестра России относится к Камскому бассейновому округу, водохозяйственный участок реки — Кама от водомерного поста у села Бондюг до города Березники, речной подбассейн реки — бассейны притоков Камы до впадения Белой. Речной бассейн реки — Кама.
Код объекта в государственном водном реестре — 10010100212111100004631.